# Ninja (singolo)
Ninja è un singolo dei rapper italiani Marracash e Guè, pubblicato il 15 novembre 2016 come primo estratto dalla riedizione dell'album in studio Santeria.

## Descrizione
Il brano utilizza un campionamento del brano del 1999 Lotta armata dei Gente Guasta, prodotto da DJ Skizo ed Esa. Il singolo è inoltre stato trasmesso nelle stazioni radiofoniche italiane a partire dal 25 novembre 2016.

## Tracce
1. Ninja – 3:42

## Classifiche
| Classifica (2016) | Posizione massima |
| ----------------- | ----------------- |
| Italia            | 62                |